# Les Coèfores

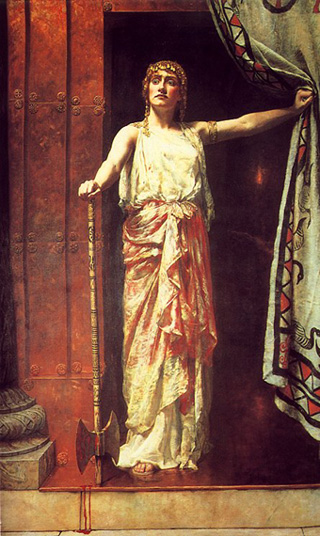
Clitemnestra després de matar Agamèmnon

Les coèfores (en grec antic, Χοηφόροι) és una tragèdia escrita per Èsquil durant el segle v aC. L'obra és el segon llibre de l'única trilogia grega que s'ha conservat sencera, l'Orestea, i continua la història que s'explica a Agamèmnon.

## Argument
Agamèmnon ha estat assassinat per Clitemnestra i pel seu amant Egist, que en aquell moment regna a Micenes. El llibre comença quan Orestes i Pílades, cosins que han crescut junts a causa de l'exili del primer a la Fòcida, entren en escena a la tomba d'Agamèmnon. Just en aquell instant, entra també Electra, germana d'Orestes, que feia temps que no veia, atès que ella havia romàs a Micenes, acompanyada del cor. Electra hi anava a fer un ritual a son pare i, en acabar, descobreix la presència dels seus parents, els quals acaba reconeixent.
És llavors quan els dos fills del pare mort maquinen l'assassinat de la seva pròpia mare i del seu marit.
Orestes i Pílades entren a la ciutat de Micenes fent-se passar per simples viatgers vinguts de la Fòcida i demanen hospitalitat mentre asseguren a la reina que Orestes és mort. Més tard, els rep el rei i, en aquest moment, Orestes revela la seva autèntica identitat i l'assassina. Clitemnestra, alertada pels crits, apareix en escena i veu Orestes dret al costat del cadàver del seu marit. Orestes dubta sobre si matar la seva mare, però Pílades el convenç recordant-li l'ordre d'Apol·lo, i així ho fa. En eixir del lloc, el protagonista es veu immediatament turmentat per les erínnies, que el castiguen per haver comès aquest crim.
Finalment, el cor lamenta el fet que el cicle de violència no acabi mai després de tres assassinats i l'adveniment de la tortura sobre Orestes.

## Personatges
- Orestes: a més de ser el protagonista de l'obra, presenta un caràcter molt treballat per l'autor. És un noi que busca venjança, manada per Apol·lo, però alhora és influïble pel caràcter molt més marcat de sa germana, la qual, sense tacar-se les mans de sang, compleix el seu objectiu.
- Electra: germana d'Orestes, viu marcada pel record de son pare i l'odi a sa mare i al seu marit, Egist. Té un caràcter fort i, fins a cert punt, dominador.
- Pílades: cosí d'Orestes, intervé en els moments decisius de la tragèdia i fa que aquesta avanci.
- El cor (les coèfores): és el grup de serventes que acompanya Electra. Manté una postura sempre favorable als fills, ja que la considera una causa justa. Malgrat tot, lamenta el dolor causat per tots dos bàndols. Persegueix la catarsi.
- Servent.
- Clitemnestra: reina de Micenes, se la veu preocupada a causa d'un somni premonitori que havia tingut. És una dona temorosa.
- Egist: marit de Clitemnestra, no apareix gaire durant l'obra, però se li nota un caràcter dur i segur.
- Cilisa: nodrissa.

## Música
El segle XX el compositor anglès Ferruccio Bonavia (1877-1950), li va compondre música per a l'escena.